# تندیس زرین بهترین طراحی هنری جشن سینمای ایران

## فهرست برندگان بهترین طراحی هنری (طراحی صحنه و لباس)
|                | رشته       | طراح              | فیلم                      |
| -------------- | ---------- | ----------------- | ------------------------- |
| ۱۳۷۶ (دوره ۱)  | طراحی هنری | امیر اثباتی       | سرزمین خورشید             |
| ۱۳۷۷ (دوره ۲)  | طراحی هنری | فرامرز بادرام‌پور  | دیدار                     |
| ۱۳۷۸ (دوره ۳)  | طراحی هنری | محسن شاه‌ابراهیمی  | زشت و زیبا                |
| ۱۳۷۹ (دوره ۴)  | طراحی هنری | پروین صفری        | مرد بارانی                |
| ۱۳۸۰ (دوره ۵)  | طراحی صحنه | ایرج رامین‌فر      | سگ‌کشی                     |
| ۱۳۸۰ (دوره ۵)  | طراحی لباس | امیر اثباتی       | مسافر ری                  |
| ۱۳۸۰ (دوره ۵)  | طراحی لباس | محسن شاه‌ابراهیمی  | مسافر ری                  |
| ۱۳۸۱ (دوره ۶)  | طراحی صحنه | پروین صفری        | نورا                      |
| ۱۳۸۱ (دوره ۶)  | طراحی لباس | محسن شاه‌ابراهیمی  | ایستگاه متروک             |
| ۱۳۸۲ (دوره ۷)  | طراحی صحنه | محسن شاه‌ابراهیمی  | شب‌های روشن                |
| ۱۳۸۲ (دوره ۷)  | طراحی لباس | ایرج رامین‌فر      | دیوانه‌ای از قفس پرید      |
| ۱۳۸۳ (دوره ۸)  | طراحی هنری | محسن شاه‌ابراهیمی  | مهمان مامان               |
| ۱۳۸۴ (دوره ۹)  | طراحی هنری | امیر اثباتی       | دوئل                      |
| ۱۳۸۵ (دوره ۱۰) | طراحی هنری | امیر اثباتی       | تقاطع                     |
| ۱۳۸۶ (دوره ۱۱) | طراحی هنری | ایرج رامین‌فر      | پرونده هاوانا             |
| ۱۳۸۷ (دوره ۱۲) | طراحی هنری | ژیلا مهرجویی      | آتش سبز                   |
| ۱۳۸۷ (دوره ۱۲) | طراحی هنری | شعله نواب‌تهرانی   | آتش سبز                   |
| ۱۳۸۸ (دوره ۱۳) |            | جایزه‌ای اهدا نشد. | جایزه‌ای اهدا نشد.         |
| ۱۳۸۹ (دوره ۱۴) | طراحی صحنه | عبدالحمید قدیریان | ملک سلیمان                |
| ۱۳۸۹ (دوره ۱۴) | طراحی لباس | عبدالحمید قدیریان | ملک سلیمان                |
| ۱۳۹۰ (دوره ۱۵) | طراحی صحنه | آتوسا قلمفرسایی   | اینجا بدون من             |
| ۱۳۹۰ (دوره ۱۵) | طراحی لباس | اصغر نژادایمانی   | مهتاب روی سکو             |
| ۱۳۹۳ (دوره ۱۶) | طراحی صحنه | عباس بلوندی       | ملکه                      |
| ۱۳۹۳ (دوره ۱۶) | طراحی لباس | ایرج رامین‌فر      | استرداد                   |
| ۱۳۹۴ (دوره ۱۷) | طراحی صحنه | آبتین برقی        | چند متر مکعب عشق          |
| ۱۳۹۴ (دوره ۱۷) | طراحی لباس | ایرج رامین‌فر      | در دنیای تو ساعت چند است؟ |
| ۱۳۹۵ (دوره ۱۸) | طراحی صحنه | امیرحسین قدسی     | اژدها وارد می‌شود          |
| ۱۳۹۵ (دوره ۱۸) | طراحی لباس | غزاله معتمد       | ابد و یک روز              |
| ۱۳۹۶ (دوره ۱۹) | طراحی صحنه | کیوان مقدم        | فروشنده                   |
| ۱۳۹۶ (دوره ۱۹) | طراحی لباس | عباس بلوندی       | یتیم خانه ایران           |
| ۱۳۹۷ (دوره ۲۰) | طراحی صحنه | حجت اشتری         | سد معبر                   |
| ۱۳۹۷ (دوره ۲۰) | طراحی لباس | نگار نعمتی        | خوک                       |